# Klauwaards
De Klauwaards is de latere naam voor de grafelijke partij in de Frans-Vlaamse conflict van 1297-1302. Een andere benaming is Liebaards. Deze partij, die in haar eigen tijd aangeduid werd als de amici comitis of de partie li conte, steunde de Vlaamse graaf Gwijde van Dampierre tegen diens leenheer, de Franse koning Filips de Schone, en tegen de koningsgezinde meerderheid onder de Vlaamse stedelijke oligarchen en edellieden (Leliaards).
De term Klauwaards dateert pas uit de jaren 1380. Hij verscheen in een straatlied dat die van Brugge in 1380 zongen om een overwinning van graaf Lodewijk II van Male, gesteund door hun milities, op de Gentenaars te vieren: Claeuwaert claeuwaert wacht hu voorden lelyaert. Volgens de Excellente Cronike van Vlaenderen zongen zelfs kinderen het.
De naam Klauwaards is een verwijzing naar de klauwende Vlaamse Leeuw, het wapenschild van het Graafschap Vlaanderen (of zoals in het straatlied, dat van Gent).
Hendrik Conscience had het in 'De leeuw van Vlaanderen' over de Klauwaards, waarschijnlijk om de leesbaarheid te vergroten. Liebaards en Leliaards was hem mogelijk te gelijkluidend.

## Voetnoten
1. ↑  Jan Dumolyn en Andrew Brown (eds.), Brugge. Een middeleeuwse metropool, 850-1550, 2020, p. 133 en p. 332-333